# Rosemère
Rosemère es una ciudad de la provincia de Quebec, Canadá. Es una de las ciudades que conforman la Comunidad metropolitana de Montreal y se encuentra en el municipio regional de condado de Thérèse-De Blainville y a su vez, en la región administrativa de Laurentides. Hace parte de las circunscripciones electorales de Groulx a nivel provincial y de Marc-Aurèle-Fortin a nivel federal.

## Geografía
Rosemère se encuentra ubicada en las coordenadas 45°39′00″N 73°48′00″O / 45.65000, -73.80000. Según Statistique Canada, tiene una superficie total de 10,77 km² y es una de las 1135 municipalidades en las que está dividido administrativamente el territorio de la provincia de Quebec.

## Demografía
Según el censo de Canadá de 2011, había 14 294 personas residiendo en esta ciudad con una densidad de población de 1326,9 hab./km². Los datos del censo mostraron que de las 14 173 personas censadas en 2006, en 2011 hubo un aumento poblacional de 121 habitantes (0,9%). El número total de inmuebles particulares resultó de 5185 con una densidad de 481,43 inmuebles por km². El número total de viviendas particulares que se encontraban ocupadas por residentes habituales fue de 5079.